# Pârâul Borvizului
Pârâul Borvizului este un curs de apă din județul Covasna. Este unul din cele două brațe care formează Râul Iarăș.

## Hărți
- Harta județului Covasna
- Harta Munții Bodoc-Baraolt  Arhivat în 29 ianuarie 2014, la Wayback Machine.